# Strongylaspis granigera
Strongylaspis granigera là một loài bọ cánh cứng trong họ Cerambycidae.